# Gustav Carlsson von Börring

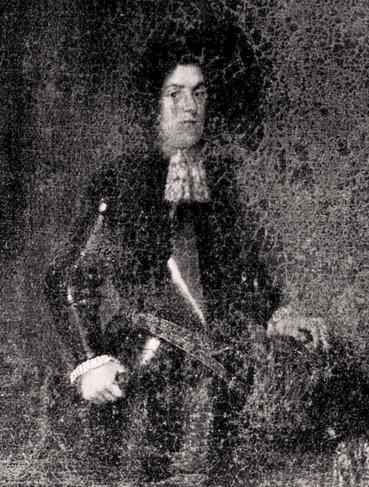
Gustav Carlsson

Gustav Carlsson, seit 1674 schwedischer Graf von Börring (Greve av Börringe), Herr von Lindholm (* 13. März 1649 in Stockholm; † 11. Januar 1708 im friesischen Schloss ter Horn; in der Literatur wird abweichend manchmal als Geburtsjahr 1647 angegeben, und als Sterbetag der 1. Januar 1708), war der uneheliche Sohn des Königs Carl X. Gustav von Schweden, Offizier in schwedischen und generalstaatlichen Diensten sowie schwedischer und friesischer Großgrundbesitzer.

## Leben

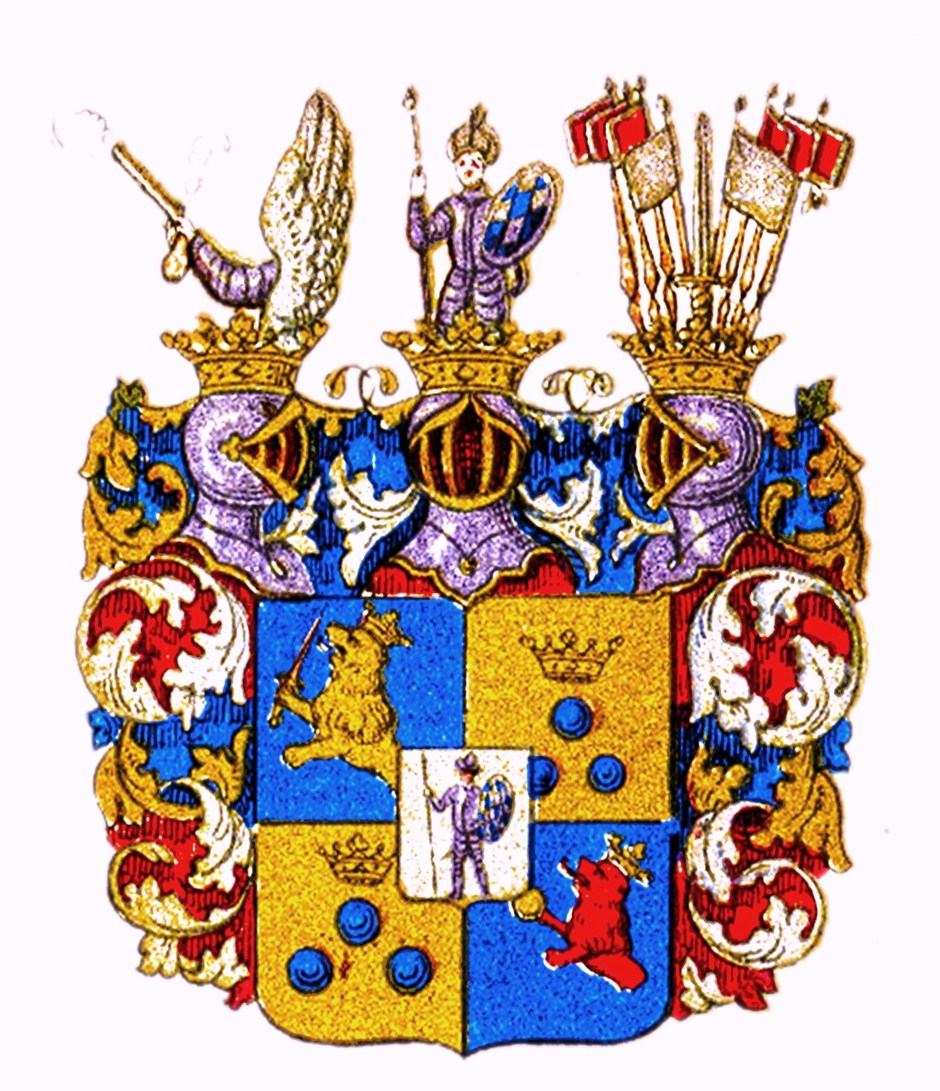
Gräfliches Wappen Gustav Carlssons

Er war der erste, allerdings uneheliche Sohn des nachmaligen schwedischen Königs Carl X. Gustav mit dessen Mätresse Brigitta Allerts (in der Literatur manchmal abweichend Märta Allertz genannt), der Tochter des Stockholmer Ratsherren Claes Allerts und der Brita Jakobsdotter.

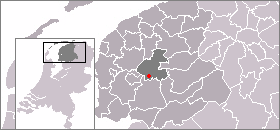
An dieser Stelle in Friesland stand Gustav Carlssons Schloss ter Horn

Er wuchs zuerst im Haus des schwedischen Reichsadmirals Freiherr Carl Carlsson Gyllenhielm, eines natürlichen Sohn König Carls IX. und Halbbruder König Gustav II. Adolfs, und im Haus seiner Tante Marie Euphrosine De la Gardie heran, darauf bei Bischof Samuel Enander in Linköping.
Gustav Carlsson wurde von seinem königlichen Vater mit ansehnlichen Gütern beschenkt, die ihn in die Lage versetzten, zehn Jahre lang die europäischen Fürstenhöfe zu bereisen. In Straßburg war er von März 1660 bis Februar 1663 an der Universität immatrikuliert. Heidelberg besuchte er anschließend bis 1664, in Sedan war er von September 1664 bis 1666, in England und Holland hielt er sich 1666 auf, und in Paris von Dezember 1666 bis Oktober 1667. Dann blieb er bis Sommer 1668 in Italien.
Im Dänischen Krieg 1675 erwies er seinem jüngeren Halbbruder, König Carl XI., stattliche Dienste. Der König entzog ihm jedoch bei der großen Reduktion der Güter auch die seinen.

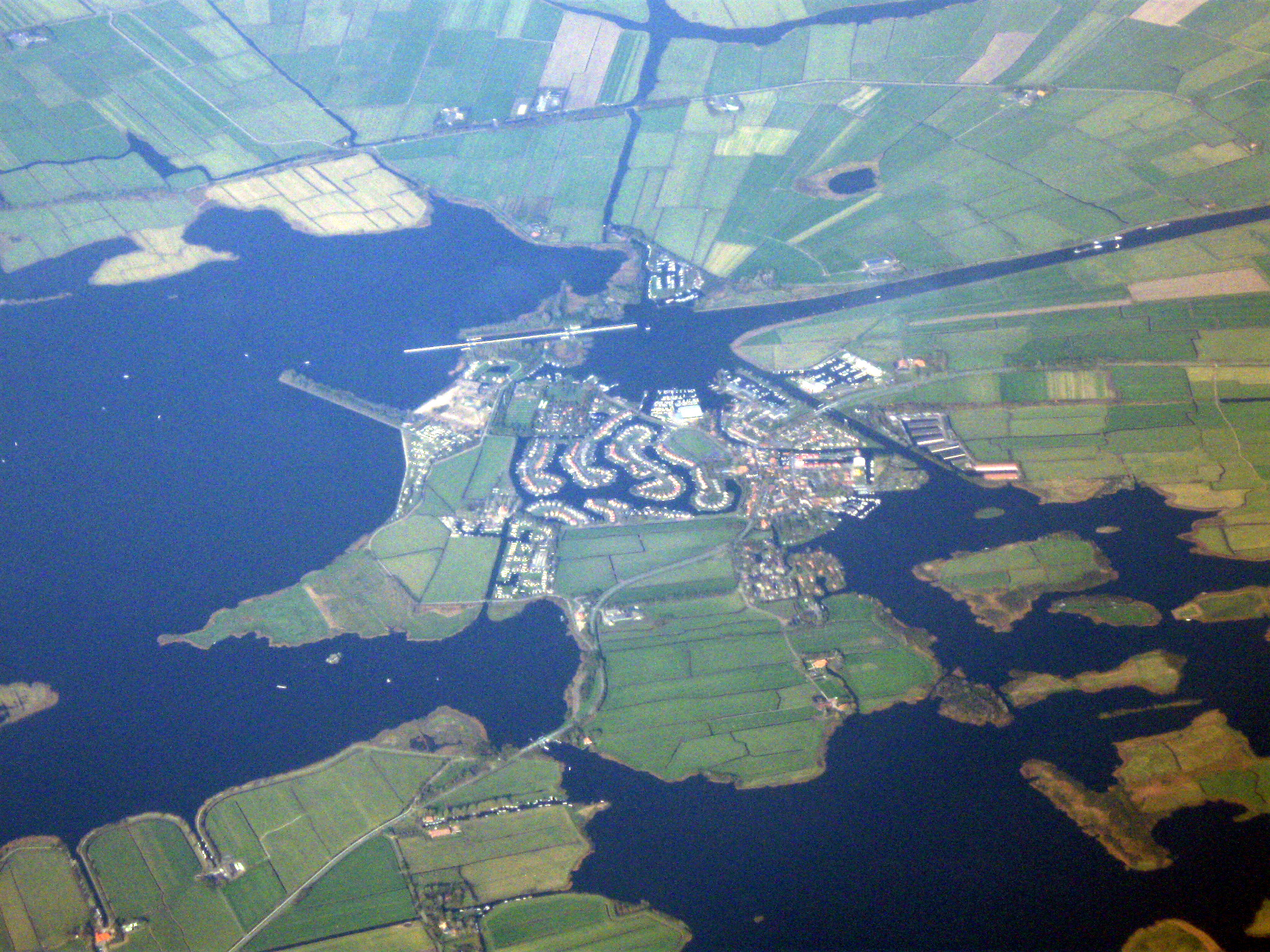
Das friesische Terhorne 2009

Gustav Carlsson war Generalleutnant im Dienste der Vereinigten Niederländischen Generalstaaten und begleitete König Wilhelm von Oranien in dessen Übergang nach England, und auch in den ersten Irischen Feldzug.
Danach verbrachte er aber sein Leben zurückgezogen im friesischen Schloss ter Horn, das er sich 1685 zu Ameland mit Heirat der Freiin Isabella Susanna von Schwarzenberg (1640–1723; in der Literatur manchmal abweichend Sofia Amalia genannt), der Tochter Georg Friedrichs von Schwarzenberg (1607–1670) und der Gaets Tjarda van Starkenborgh, erheiratet hatte und wo er eine auserlesene Bibliothek angelegt hatte. Seine Gemahlin entstammte der friesischen Linie derer von Schwarzenberg, die von Johann Onuphrius von Schwarzenberg (1513–1584) begründet wurde, der ein Enkel des Michael von Schwarzenberg zu Hürblach (urkundlich 1473; † 1489) war, des Sohnes des bischöflich würzburgischen Rats, Hauptmanns und Amtmanns Michael von Seinsheim auf Schwarzenberg und der Ursula Grüner.
Graf Gustav Carlssons Ehe blieb kinderlos.